# نظرية التقييم (تحليل الخطاب)
تشير نظرية التقييم في تحليل الخطاب وعلم اللغويات التطبيقية ومجالات أخرى ذات صلة إلى الطرق التي يعبر بها الكاتب أو المتحدث عن موافقته على الأشياء أو الأفكار أو رفضه لها. فيبني مستخدمو اللغة العلاقات مع من يتحدثون معه بالتعبير عن موقفهم من الأشياء، وهذا المفهوم وثيق الصلة بفكرة «الموقف» كما هي مُستخدمة في اللغويات وعلم الإنسان.
وضع جي أر مارتن وبي أر أر وايت منهجًا للتقييم نابع من علم اللسانيات الوظيفية النظامية. وتتكون نظريتهم من ثلاثة أقسام متداخلة وهي: «الاتجاه» و«الانخراط» و«التدريج».